# Rotger von Aschebrock
Rotger von Aschebrock (* unbekannt; † unbekannt) war Domherr in Hildesheim und Münster.

## Leben
Rotger von Aschebrock wurde als Sohn des Georg von Aschebrock zu Malenburg und dessen Gemahlin Hedwig von Westrem zu Sümmern geboren. Mit dem Erhalt der Tonsur am 5. November 1606 wurde er auf ein geistliches Leben vorbereitet. Er empfing die Niederen Weihen und wurde am 10. Dezember 1606 Subdiakon. Er war bereits Domherr in Hildesheim, als er am 21. Oktober 1612 für die münstersche Dompräbende präsentiert wurde. Am 12. Dezember nahm Rotger das Domkanonikat in Besitz, auf das zuvor Heinrich von Düngelen verzichtet hatte. Mit der Aufschwörung auf die Geschlechter Aschebrock, Billerbeck, Recke und Westrem im Jahre 1613 wurde er emanzipiert. Rotger blieb bis zum Jahre 1617 im Besitz der Pfründe. Es ist nicht belegt, ob er in diesem Jahre starb oder ob er verzichtet hatte.